# Burg Weierweiler
Die Weierweiler, auch Hungerburg oder nur Burg genannt, ist eine abgegangene Turmhügelburg (Motte) bei dem Bach am Ostrand von  Weierweiler, einem Ortsteil der Gemeinde Weiskirchen im Landkreis Merzig-Wadern im Saarland.
Die Burg, als deren Besitzer das Erzbistum Trier genannt wird, wurde in der Zeit vom 11. Jahrhundert bis 12. Jahrhundert erbaut und 1332 erwähnt. Nach Keller in Geschichte des Kreises Merzig-Wadern saß auf der Burg ein Vogt der Herrschaft Dagstuhl.
Die Burgstelle der ehemaligen Burganlage, die heute zum Teil bewaldet ist, befindet sich hinter dem heutigen Bauernhaus mit Gastwirtschaft der Familie Brix-Kratz.